# Државно правобранилаштво Француске
Послови државног правобранилаштва у Француској обавља Правосудни заступник државе (фр. Agent judiciaire de l’État), институција у оквиру Директората за правне послове (фр. La direction des affaires juridiques), у саставу министарства надлежног за послове државног буџета (Министарство економије и финансија). Директор тог директората уједно је и носилац функције - правосудни заступник државе (фр. аgent judiciaire de l’État), а шеф кабинета директора и заменици директора су носиоци функције - помоћник правосудног заступника државе.
Државно правобранилаштво у Француској образовано је у време Француске револуције, декретом из 1790. године, под називом Правосудни заступник трезора (фр. Agent judiciaire du Trésor), а од 2012. године тај назив је делимично измењен, па сада ова институција носи назив Правосудни заступник државе.
Правосудни заступник државе је надлежан да заступа државу у грађанским и привредним правним стварима пред свим домаћим редовним судовима, судовима Европске уније и међународним судовима. Различитим законима су одређени изузеци у којима заступање државе не предузима Правосудни заступник државе, и то: у споровима поводом јавне својине (осим ако се ради о спору о накнади штете или исплати дуга поводом ствари у јавној својини), у споровима поводом пореских и царинских обавеза, у споровима поводом експропријације имовине у јавном интересу (осим у споровима за накнаду штете), у споровима поводом рада просветних власти и у споровима у вези одузимања ствари за потребе одбране земље.
У раду Правосудног заступника државе нарочито је наглашена његова обавеза, формализована кроз Упутство председника Владе од 6. априла 2011. године, да спорове решава мирним путем, у циљу заштите оштећених странака, чувања угледа државе, смањења трошкова поступка и избегавања оптерећивања судова непотребним парницама.
Шездесетак службеника Правосудног заступника државе у сваком тренутку има у раду око 8.000 активних предмета, од чега сваке године око 4.300 нових предмета. Рад је организован у пет канцеларија (bureaux): Канцеларија за опште приватно право, Канцеларија за кривично право и правну заштиту, Канцеларија за накнаду штете, Канцеларија за европско и међународно право и Канцеларија за право индустрије, енергетике и комуникационих мрежа.
Министар надлежан за послове државног буџета за подручје сваког редовног првостепеног суда и сваког апелационог суда именује адвоката који замењује Правосудног заступника државе у поступцима пред тим судовима. По овом основу држава кроз поступак јавне набавке ангажује око две стотине адвоката. Ти адвокати су дужни да поступају у складу са налозима Правосудног заступника државе, са којим редовно размењују информација о предметима у раду и о судској пракси, а једном у четири године одржава се обавезни састанак Правосудног заступника државе и свих његових адвоката.
Сличан облик организације правобранилаштва заступљен је и у државама чији је правни систем развијен под утицајем француског права, па тако у Сенегалу такође постоји Agence Judiciaire de l'État, у Мароку Agence Judiciaire du Royaume, у Обали Слоноваче L'Agence Judiciaire du Trésor итд.